# 阿拉托 (密蘇里州)
阿拉托（英語：Arator）是一座坐落於美國密蘇里州佩蒂斯縣的鬼鎮。
阿拉托于1830年建成，然而目前尚未清楚“阿拉托”一名爲何應用於此社區。一座郵政局以阿拉托的名義于1835年建成，直至1862年停止運營。除此之外，阿拉托還擁有一座校舍。